# صليب كولم
صليب كولم (بالألمانية: Kulmer Kreuz؛ بالروسية: Күльмcкиӣ кpecт)؛ هو جائزة بروسية. حيث أنه كان عبارة عن شارة أولية لوسام الصليب الحديدي.أقرها الملك فريدريك فيلهلم الثالث ملك بروسيا بتاريخ 4 كانون الأول 1813 بعد معركة كولم، لم تكن تمنح لمكافئة أي أفعال إستحقاق أو شجاعة خاصة.
الشارة التي يرتديها الضباط مصنوعة من الفضة بينما الشارة التي يرتديها صف الضباط ومن بدرجتهم تكون مصنوعة من المعدن. تلبس على السترة بدون شريط.
النسخة الروسية من الوسام مطابقة بالشكل والحجم للجائزة البروسية الصليب الحديدي مع إختلاف واحد هو عدم إحتوائها على تاريخ وايضا عدم وجود ختم الملك. في الوقت الذي تم فيه تشريع الوسام كان هناك 12066 شخص من مستحقيه , فقط 7131 منهم بَقي حيا حتى سنة 1816 ليستلم الجائزة.